# La salamandra (film 1980)
La salamandra (The Salamander) è un film del 1980 diretto da Peter Zinner, tratto dall'omonimo romanzo del 1973 Morris West.

## Trama
Il carabiniere Dante Matucci indaga su una serie di delitti avvenuti nell'ambiente della Roma bene. Sul luogo di ogni delitto l'assassino lascia il disegno di una salamandra.